# 杭州拱墅吾悦广场
杭州拱墅吾悦广场是位于杭州拱墅区石桥街道同协路与杭玻街交叉口的商场，为杭州首家吾悦广场。项目由侑阳祥顺委托给新城吾悦运营管理，与杭州地铁3号线同协路站连通，商业总体量7.8万方，地下1层、地上4层。2024年12月21日开业。其原先规划为2021年建成、计划于2022年开业的华丰时代城。

## 简介
商场定位为“悦享活力城”，引进品牌200多家，以平价快销门店居多。入驻商家主要有时代国际影城、名创优品、盒马鲜生旗舰店、星巴克、必胜客、麦当劳、李宁、阿迪达斯、耐克、奥康、鸿星尔克、森马、周大福、老庙黄金、小米、华为、华硕等。